# Bolborhachium chelyum
Bolborhachium chelyum är en skalbaggsart som beskrevs av Blackburn 1888. Bolborhachium chelyum ingår i släktet Bolborhachium och familjen Bolboceratidae. Inga underarter finns listade.